# Leather Archives & Museum
O Leather Archives & Museum (LA&M) é um arquivo comunitário, biblioteca e museu localizado no bairro de Rogers Park, em Chicago, Illinois, Estados Unidos. Fundada por Chuck Renslow e Tony DeBlase em 1991, sua missão é "tornar o couro, a torção, o BDSM e o fetiche acessíveis por meio de pesquisa, preservação, educação e envolvimento da comunidade". O LA&M é um importante conservador de arte erótica queer. Sua coleção permanente apresenta alguns dos artistas LGBT mais emblemáticos do século XX, incluindo as obras completas de Bill Schmeling e muitos desenhos e murais de Dom Orejudos. A LA&M é uma organização sem fins lucrativos registrada em 501(c)(3). Além de suas atividades em Chicago, a LA&M envia exposições itinerantes por todo o país e fornece assistência em pesquisa.

## Coleção
A LA&M possui a maior coleção mundial de peças originais de Dom Orejudos (Etienne), alguns originais de Touko Valio Laaksonen (Tom da Finlândia) e coleções completas das revistas Drummer (antes de seu relançamento) e Bound & Gagged. Ele também tem uma das três bandeiras originais de couro que o criador da bandeira, Tony DeBlase, montou como um protótipo, e todas as obras de arte, notas e outros materiais de Bill Schmeling (The Hun).
A LA&M possui escritos notáveis, como os registros do International Mr. Leather, da National Leather Association e do Mineshaft, e os papéis de Tony DeBlase. Centenas de gravações de história oral, vídeos e transcrições também estão disponíveis para os pesquisadores.
A coleção também inclui todas as fotos do Kris Studios, um estúdio de fotografia corporal masculino fundado por Chuck Renslow e Dom Orejudos. O estúdio foi nomeado em parte para homenagear a pioneira transgênero Christine Jorgensen.

## Auditório Etienne
O Auditório Etienne do LA&M é usado para a série de filmes LA&M, Cinekink, o Festival Alemão de Cinema Fetisch, concursos relacionados ao couro, demonstrações, reuniões comunitárias, palestras e como um local onde grupos e clubes de couro podem se reunir gratuitamente.
O auditório leva o nome de Dom Orejudos (que usava o pseudônimo de Etienne, equivalente francês de seu nome do meio, Esteban) e inclui muitos de seus murais.

## Histórico
Em agosto de 1991, a LA&M foi incorporada no Estado de Illinois.
Tony DeBlase atuou como vice-presidente do Conselho de Administração da LA&M de 1992 a 2000.[carece de fontes?]
O LA&M mudou-se para sua localização atual em 1999. O local anteriormente abrigava uma sinagoga.
Em maio de 2006, o diretor executivo do LA&M, Rick Storer, participou de um painel de discussão intitulado "Censorship & Sexually Explicit Materials" na Conferência GLBT ALMS (Arquivos, Bibliotecas, Museus e Coleções Especiais) de 2006.
Em maio de 2009, o LA&M anunciou que os rendimentos do International Mr. Leather seriam colocados em um fundo fiduciário para beneficiar o museu.
Em 2009, a LA&M adquiriu a coleção de 25 caixas de artigos de Robert Davolt, autor e organizador do contingente de couro do San Francisco Pride, e editor da Bound & Gagged.
Em 2016, a Câmara Municipal de Chicago designou 18 de setembro de 2016 como "LEATHER ARCHIVES & MUSEUM DAY" em homenagem ao 25º aniversário do museu (Resolução R2016-704).

Em 2019, vários meses antes de morrer, Bill Schmeling doou todas as suas obras de arte, notas e outros materiais para o LA&M.

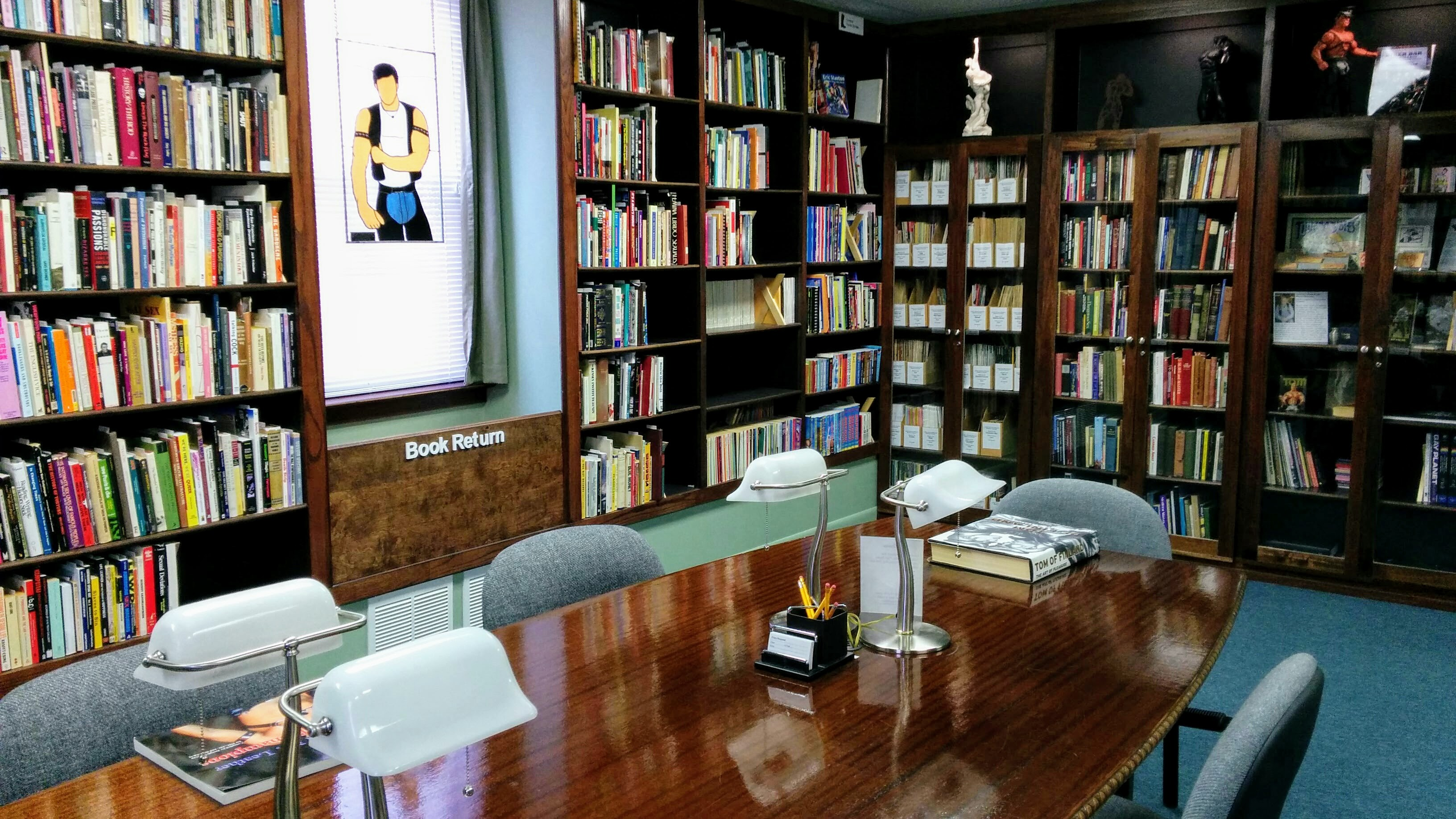
Sala de leitura da biblioteca

## Honras
A LA&M recebeu o prêmio de Grande Organização Sem Fins Lucrativos do Ano como parte do Pantheon of Leather Awards em 1997, 2001, 2006 e 2011.
Joseph Bean, enquanto diretor executivo da LA&M, recebeu o prêmio Homem do Ano como parte do Pantheon of Leather Awards em 1998 e 2000, e o Prêmio Steve Maidhof por Trabalho Nacional ou Internacional da National Leather Association International em 1998.
Rick Storer, enquanto diretor executivo da LA&M, recebeu o President's Award como parte do Pantheon of Leather Awards em 2005, o prêmio Man of the Year como parte do Pantheon of Leather Awards em 2008, o Mr. Marcus Hernandez Lifetime Achievement Award (Homem) como parte do Pantheon of Leather Awards em 2012, e do National Leather Association International Lifetime Achievement Award em 2015.
O LA&M recebeu o Prêmio Internacional de Reconhecimento de Couro Surdo em 2011.
O LA&M foi incluído no Hall da Fama LGBT de Chicago em 2017.
O LA&M foi incluído no Leather Hall of Fame em 2019.

## Exposições
As exposições anteriores incluíram uma exposição Fakir Musafar, uma exposição Dungeon (mostrando alguns dos artefatos do museu em um ambiente erótico), uma exposição Leatherbar e a exposição A Room of Her Own (sobre a história do couro feminino).
Em relação ao nome da exposição A Room of Her Own, o curador Alex Warner escreveu:
Quando comecei a trabalhar para a primeira instalação de exposição do Women's Leather History Project, fiquei entusiasmada por estarmos, literal e figurativamente, abrindo espaço para a história das Leatherwomen no LA&M. Foi a partir dessa linha de pensamento que surgiu "A Room of Her Own", com base no texto feminista de Virginia Woolf de 1929, A Room of One's Own, que defende a necessidade das mulheres de espaço para pensar e criar.

## Outro
Chuck Renslow, que morreu em 2017, está listado como presidente In Memoriam da LA&M. O LA&M também distribui o Prêmio do Presidente Chuck Renslow para homenagear indivíduos e organizações por suas contribuições ao museu.